# Resolució 366 del Consell de Seguretat de les Nacions Unides
La Resolució 366 del Consell de Seguretat de les Nacions Unides, fou aprovada per unanimitat el 17 de desembre de 1974, després de les seves resolucions anteriors i la Resolució 2145 de l'Assemblea General de les Nacions Unides, que va resoldre el Mandat de Sud-àfrica sobre Namíbia. El Consell de Seguretat és preocupat per la continuada ocupació del territori i la brutal repressió de la seva població.
El Consell va condemnar la contínua ocupació sud-africana del territori i la seva aplicació il·legal de les lleis discriminatòries sud-africanes a Namíbia i va exigir que Sud-àfrica declari que complirà amb el dret internacional. La Resolució va exigir que Sud-àfrica dugués a terme els passos necessaris per efectuar la retirada i alliberar els presos polítics de Namíbia, així com l'abolició de l'aplicació de lleis i pràctiques discriminatòries.